# أوفه ليونغ
أوفه ليونغ (بالسويدية: Ove Ljung) هو قائد عسكري سويدي، ولد في 18 مايو 1918 في يونشوبينغ في السويد، وتوفي في 31 مايو 1997.